# Diccionario de Historia de Venezuela
El Diccionario de Historia de Venezuela es una compilación histórica llevada a cabo entre 1979 y 1989, publicada a partir de este último año. Fue un esfuerzo multidisciplinario, inicialmente coordinado por el historiador español Manuel Pérez Vila y publicado por la Fundación Polar.
Su segunda edición se publicó en 1997 y desde 2018 está disponible de manera digital.